# ROH Survival of the Fittest
Survival of the Fittest est un évènement annuel de catch qui a eu lieu depuis 2004, à l'exception de 2008 et 2013. Il y a eu jusqu'à présent 10 tournois depuis sa création en 2004.

## Format
Afin de remporter Survival of the Fittest, chaque catcheur doit d'abord remporter un match qualificatif (simple ou par équipe). Une fois ce match gagné, il se retrouve alors en finale et affronte les autres vainqueurs dans un Six-Way Elimination match (Five-Way Elimination match en 2006 et 2015). Le vainqueur de la finale est alors appelé The Survival of the Fittest.

## Historique des vainqueurs
| Edition | Lieu                       | Date              | Vainqueurs,       | Participants de la finale                                                       |
| ------- | -------------------------- | ----------------- | ----------------- | ------------------------------------------------------------------------------- |
| 2004    | Philadelphie, Pennsylvanie | 24 juin 2004      | Bryan Danielson   | Austin Aries, Colt Cabana, Homicide, Mark Briscoe & Samoa Joe                   |
| 2005    | Boston, Massachusetts      | 24 septembre 2005 | Roderick Strong   | Austin Aries, Colt Cabana, Christopher Daniels, Jay Lethal & Samoa Joe          |
| 2006    | Cleveland, Ohio            | 6 octobre 2006    | Delirious         | Austin Aries, Jay Briscoe, Mark Briscoe & Matt Sydal                            |
| 2007    | Las Vegas, Nevada          | 19 octobre 2007   | Chris Hero        | Austin Aries, Claudio Castagnoli, Human Tornado, Roderick Strong & Rocky Romero |
| 2009    | Indianapolis, Indiana      | 10 octobre 2009   | Tyler Black       | Chris Hero, Colt Cabana, Claudio Castagnoli, Delirious & Roderick Strong        |
| 2010    | Dearborn, Michigan         | 12 novembre 2010  | Eddie Edwards     | Adam Cole, Claudio Castagnoli, Kenny King, Kevin Steen & Rhett Titus            |
| 2011    | Dayton, Ohio               | 18 novembre 2011  | Michael Elgin     | Eddie Edwards, Jay Briscoe, Kyle O'Reilly, Mark Briscoe & Roderick Strong       |
| 2012    | Baltimore, Maryland        | 22 septembre 2012 | Jay Lethal        | Adam Cole, Davey Richards, Mike Mondo, Michael Elgin & Roderick Strong          |
| 2014    | Toledo, Ohio               | 8 novembre 2014   | Adam Cole         | Adam Page, Hanson, Matt Sydal, Roderick Strong & Tommaso Ciampa                 |
| 2015    | Hopkins, Minnesota         | 14 novembre 2015  | Michael Elgin (2) | ACH, Christopher Daniels, Jay Briscoe & Silas Young                             |